# Козубівка (Вознесенський район)
Козу́бівка — село в Україні, у Мостівській сільській громаді Вознесенського району Миколаївської області. Населення становить 735 осіб. Колишній орган місцевого самоврядування — Козубівська сільська рада.

## Історія
1 лютого 1945 р. село Молдавка перейменували на село Козубівка і Молдавську сільраду — на Козубівську.

## Населення

### Мова
Розподіл населення за рідною мовою за даними перепису 2001 року:
| Мова       | Кількість | Відсоток |
| ---------- | --------- | -------- |
| українська | 683       | 92.93%   |
| румунська  | 19        | 2.58%    |
| російська  | 17        | 2.31%    |
| гагаузька  | 12        | 1.63%    |
| циганська  | 3         | 0.41%    |
| білоруська | 1         | 0.14%    |
| Усього     | 735       | 100%     |

## Відомі уродженці
- Кушнір Олександр Вікторович (1978—2016) — сержант Збройних сил України, учасник війни на сході України.
- Надворський Микола Михайлович — лицар Ордену «Народний Герой України»[3], воював на сході України у 79-й окремій аеромобільній бригаді, захищав Донецький аеропорт[4][5].